# تونی تریمر
تونی تریمر (انگلیسی: Tony Trimmer؛ زادهٔ ۲۴ ژانویهٔ ۱۹۴۳ در میدنهد، بارکشر) رانندهٔ سابق مسابقات اتومبیل‌رانی اهل بریتانیا است که از فصل ۱۹۷۵ تا ۱۹۷۸ در مجموع در شش گراند پری از مسابقات جهانی فرمول یک شرکت کرد، اما موفق به کسب هیچ امتیازی نشد.